# Tessaua
Tessaua (em francês: Tessaoua) é uma cidade do Níger. Faz parte da região de Maradi.